# Josef Böttinger
Josef Böttinger, též Boettinger, (29. ledna 1839 Plzeň – 14. října 1914 Praha) byl český fotograf, kreslíř, malíř, odborník na reprodukční techniky a průkopník fotografie.

## Život
Pocházel z rodiny belgických imigrantů. Po vystudování chemie na vysokém učení a malířství na malířské akademii v Praze se začal věnovat fotografování. Praxi získal v pražském ateliéru Samuela Kohna a ve firmě Eugena Petersona v Příbrami. V Příbrami se seznámil se svojí budoucí manželkou a v roce 1864 se oženil. Od roku 1867 začal působit v Plzni, nejdříve několik měsíců spolupracoval s fotografem J. Mnohoslavem Zíkou, poté se osamostatnil a 12. května 1867 si otevřel vlastní ateliér. Fotografoval portréty, kroje, architekturu i události. Stal se významnou plzeňskou osobností, organizoval slavnosti, plesy, výlety. Kreslil tehdy populární karikatury vážených Plzeňanů a pozvánky k akcím pro spolky,  například pro Sokol a Hlahol, jejichž byl členem. Fotil plzeňské a chotěšovské lidové kroje. Do Plzně uvedl  techniku chromofotografie, zabýval se světlotiskem a fotolitografií. V Plzni působil na několika místech: jeho ateliér byl za kasárnami 35. pěšího pluku, poté u Pražského mostu, posledním místem byla budova v sadech Pětatřicátníků č. 118/23. V roce 1882 se přestěhoval do Prahy. Pracoval pět let v ateliéru Jakub Husník a poté jako specialista na reprodukční techniky pro nakladatele Karla Ferdinanda Bellmanna. Kvůli neúspěchu vlastního fotografického salonu odjel do USA, kde v Milwaukee zařídil pro firmu Brown & Co. provoz světlotisku. Do Čech se vrátil v roce 1889 a získal funkci instalačního inženýra na Jubilejní výstavě v Praze, na kterou připravil všechny expozice. Poté působil jako inženýr v Ústřední hospodářské společnosti pro království české, například řídil a instaloval každoroční hospodářské výstavy v Královské oboře. Fotografováním se už nezabýval.
Měl syny Jindřicha (1868–1886) a Huga (1880–1934). Oba se věnovali malířství, Jindřich ale zemřel dva dny před svými osmnáctými narozeninami.
Josef Böttinger zemřel roku 1914 v Praze. Pohřben byl na Vinohradském hřbitově.